# Ист-Каус
Ист-Каус (англ. East Cowes) — город на севере острова Уайт на юге Англии, на правом берегу реки Медина при впадении её в пролив Те-Солент. Население — 6 166 человек.

## История

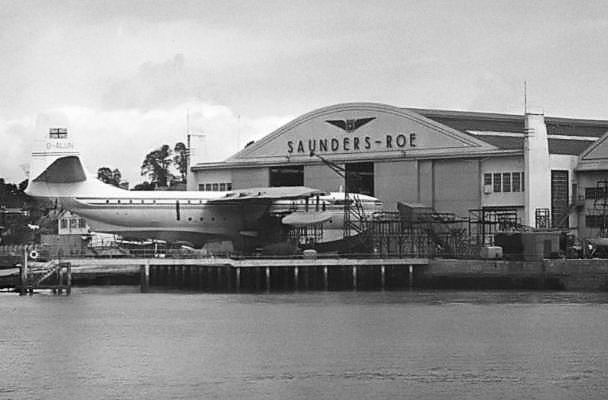
Гидроплан «Saunders-Roe Princess» в мастерских компании «Saunders-Roe»

В 1798 году в Ист-Каусе началось строительство замка. Замок был построен архитектором Джоном Нэшем и использовался им в качестве собственной резиденции. Был окончательно разобран к 1960 году.
В городе с 1929 по 1964 год располагалась авиастроительная компания «Saunders-Roe». Компанией были созданы гидроплан «Saunders-Roe Princess», ракета-носитель «Black Arrow» и другие.
Наследник «Saunders-Roe» компания «British Hovercraft Corporation» базировалась в городе с 1966 по 1984 и занималась производством судов на воздушной подушке.

## Транспорт

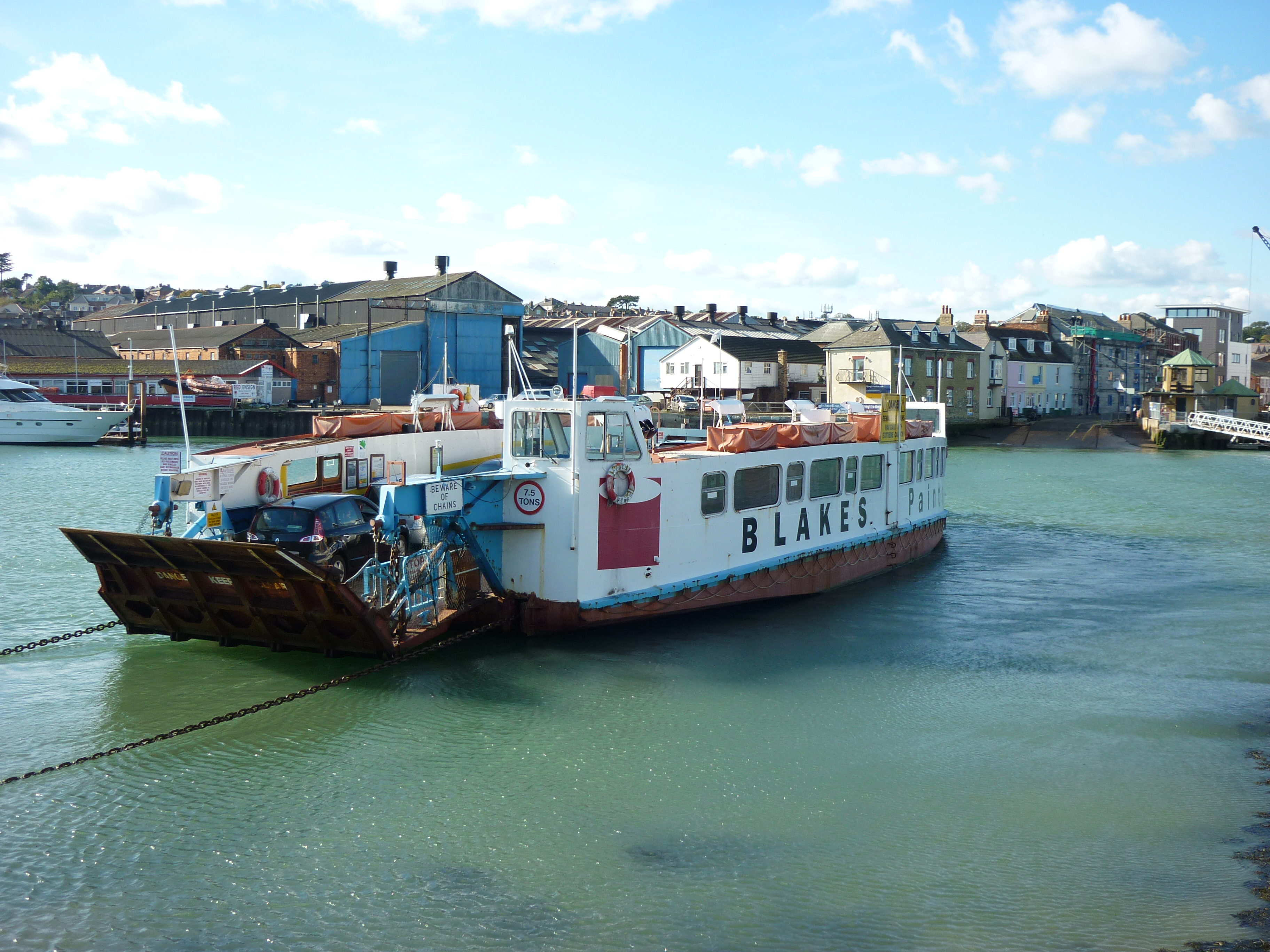
Цепной автомобильный паром «Cowes Floating Bridge»

Автомобильный паром компании «Red Funnel» связывает Ист-Каус с Саутгемптоном. Компания на этом маршруте использует суда «MV Red Eagle», «MV Red Falcon» и «MV Red Osprey».
Цепной автомобильный паром «Cowes Floating Bridge» (Каус — Ист-Каус) через Медину ежегодно перевозит около полутора миллиона пассажиров и четырёхсот тысяч транспортных средств.
Регулярные автобусные маршруты № 4 (Ист-Каус — Уиппингем — Райд) и № 5 (Ньюпорт — Уиппингем — Ист-Каус) компании «Southern Vectis» связывают Ист-Каус с двумя крупнейшими городами острова Уайт.

## Политика и власть
При выборах в парламент Ист-Каус входит в избирательный округ «Айл-оф-Уайт».
В городе находится пожарная станция «A03 — East Cowes» пожарно-спасательной службы острова Уайт.

## Культура

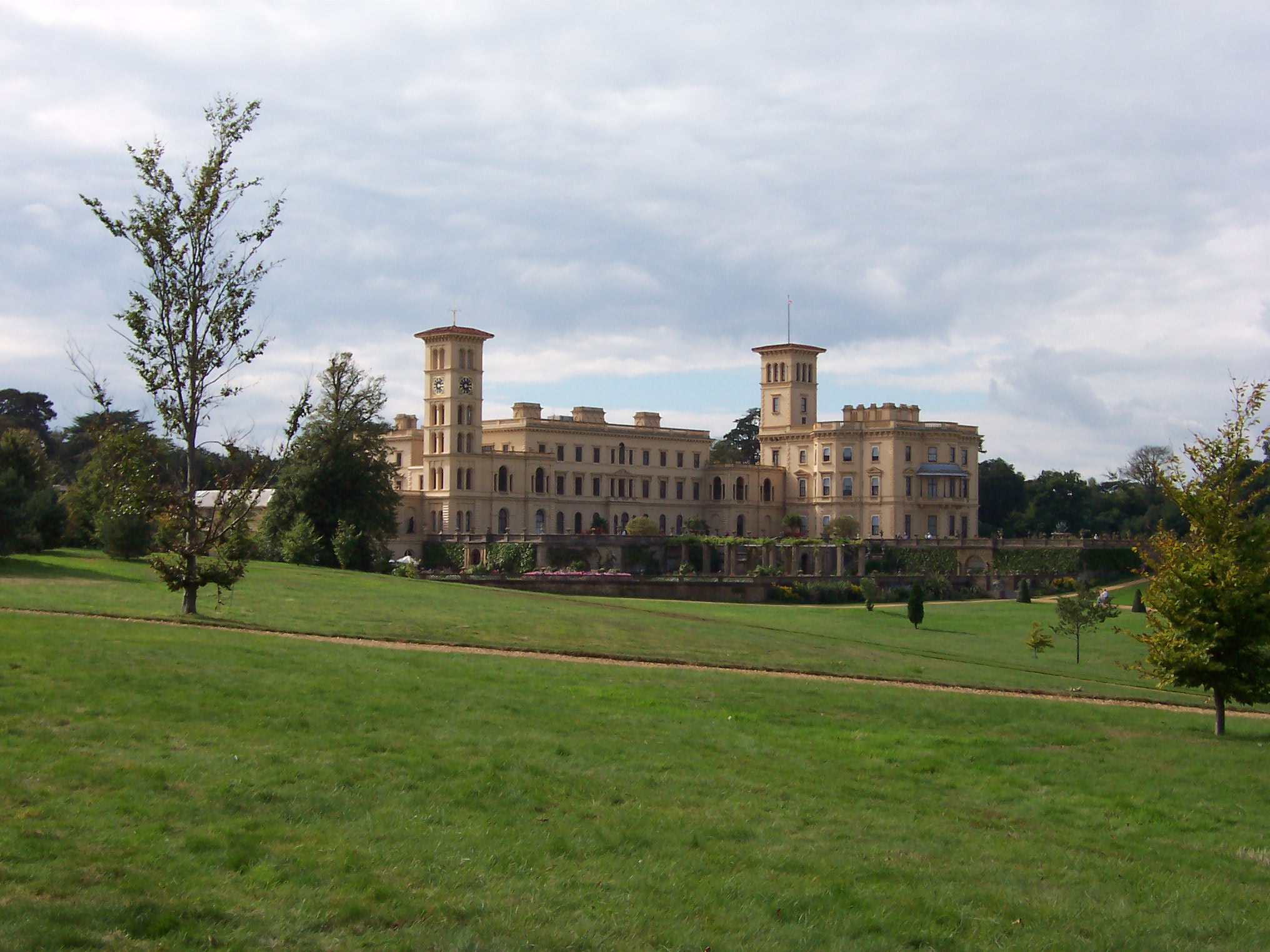
Осборн-хаус

Замок Норрис в северо-восточной части города на берегу пролива Те-Солент построен в 1799 году.
В восточной части города расположен дворец Осборн-хаус, выстроенный королевой Викторией и её супругом Альбертом в качестве летней, приморской резиденции в 1845—1851 годах. С 1921 г. является общедоступным музеем.
Через город и вдоль всего побережья острова Уайт проходит пешеходная тропа «Isle of Wight Coastal Path».
Футбольный клуб «East Cowes Victoria Athletic A.F.C.» выступает в Первом дивизионе Лиги Уэссекса, десятом по уровню в системе футбольных лиг Англии.

## Известные жители
- Джон Нэш — архитектор, крупнейший представитель британского ампира.
- Генри Фредерик Понсонби — аристократ, военачальник и политик, придворный королевского двора, личный секретарь королевы Виктории (1870—1895). Генерал-майор. Член Тайного совета Великобритании.

## Галерея

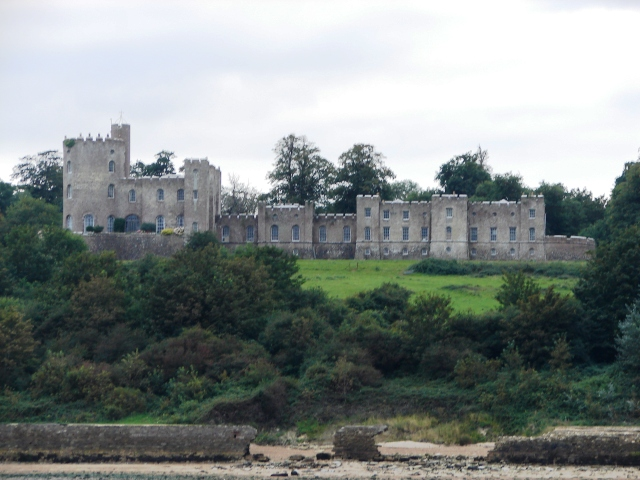
Замок Норрис
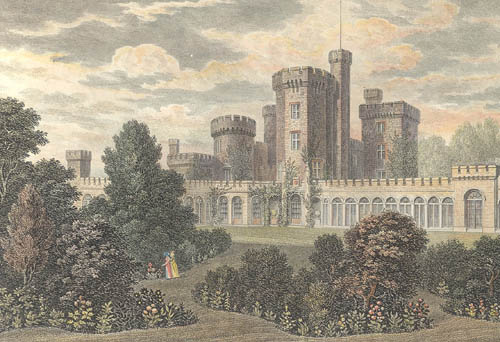
Замок построенный Джоном Нэшем. 1798–1802
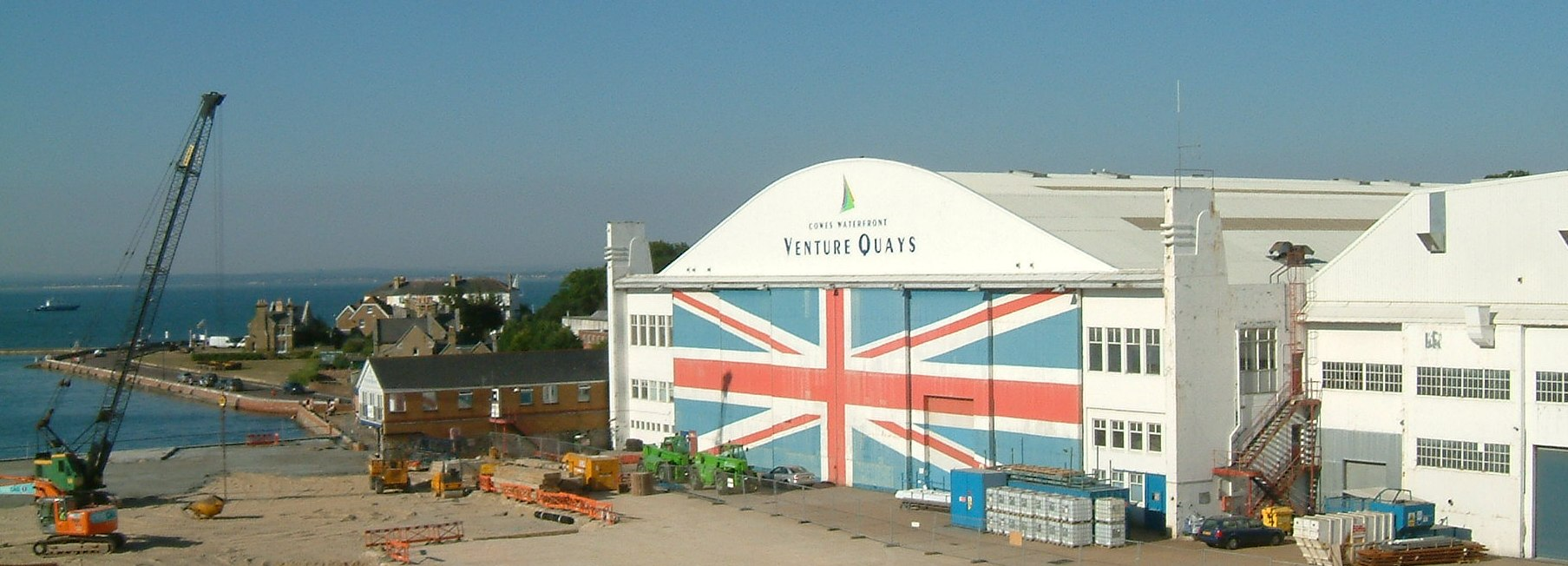
Завод «Venture Quays». В прошлом «Saunders-Roe» и «British Hovercraft Corporation»
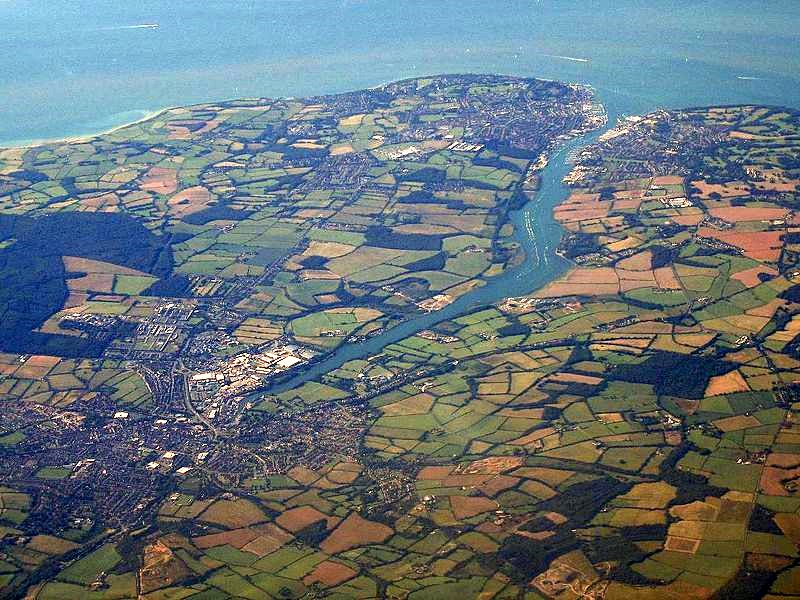
Нижнее течение реки Медина. Аэрофотосъёмка